# La casa sull'abisso
La casa sull'abisso (The House on the Borderland) è un romanzo dello scrittore inglese William Hope Hodgson, pubblicato per la prima volta nel 1908. Il romanzo, suddiviso in 28 capitoli, è preceduto da un'introduzione dell'autore in cui dice di aver trovato un manoscritto e, dopo diversi tentennamenti, ha preso la decisione di pubblicarlo così come è scritto, senza apporre modifiche.

## Personaggi
- Berreggnog: narratore
- Tonnison: amico di Berreggnog
- Un vecchio: il secondo narratore
- Pepper: cane del vecchio narratore
- Mary: sorella del vecchio narratore

## Trama
L'autore dice di aver trovato il manoscritto che era stato scoperto precedentemente anche da Berreggnog e Tonnison. I due amici fanno precedere il racconto rinvenuto, presso un rudere in Irlanda nel 1877, dalle circostanze del ritrovamento. Berreggnog narra che, insieme al suo amico Tonnison, sono in vacanza in un posto isolato. Durante una passeggiata lungo il fiume notano un fenomeno insolito, ossia il completo interramento del fiume. Incuriositi, si mettono a cercare dove il corso d'acqua dovrebbe riemergere e, durante questa ricerca, vedono una nuvola di particelle d'acqua. Quello è il luogo dove riemerge il fiume, quindi i due amici vi si dirigono celermente. Una volta arrivati si trovano davanti ad un baratro immenso. Sul baratro c'è un grande sperone di roccia e lì vedono le rovine di una casa. Sono incuriositi da queste rovine e mentre esplorano le macerie rinvengono un libriccino, ovvero il presente libro. Subito dopo sentono dei rumori strani e una presenza insolita che li spaventa. Senza indugi, visto che i rumori li hanno terrorizzati, decidono di ritornare al loro campo base. Dopo aver cenato si mettono a leggere il libriccino appena trovato dal titolo "La casa sull'Abisso".
Il libriccino dal titolo "La casa sull'Abisso" è un manoscritto di un vecchio. Il vecchio, sua sorella e il cane Pepper abitano, da soli, la casa sull'abisso. Una sera il vecchio ed il suo fidato cane Pepper sentono dei rumori strani. Vedono degli esseri strani che assomigliano moltissimo a dei maiali, ma non sono maiali. Passano diverse sere senza che ci siano problemi di nessuna natura. Ma una sera quegli esseri che ha incontrato si fanno minacciosi. Lui si rifugia in casa insieme a sua sorella ed al fido cane Pepper. Questi esseri cercano in tutti i modi di espugnare la casa. Lui si difende sparando a questi mostri e rinforzando le varie aperture presenti nella casa.
Dopo aver subito diversi assalti da questi mostri dal muso simile ad un maiale ritorna la calma. Passano alcuni giorni senza che succeda nulla di rilevante che il vecchio prende coraggio e decide di esplorare il terreno intorno alla casa. Durante la sua esplorazione scopre un pozzo enorme, dal diametro di circa cento metri ed una profondità incalcolabile, un vero abisso.
Dopo questa scoperta, il vecchio rientra in casa e si mette a leggere. Una strana sensazione lo pervade e dopo un periodo di sbigottimento si rende conto che il tempo sta scorrendo troppo velocemente e scorre sempre più velocemente. Passano gli anni, i millenni, ed anche i milioni di anni con una velocità incredibile. Il vecchio non capisce cosa stia succedendo, ma lui rimane vivo. Il suo cane si è ridotto in polvere come tutti i mobili e le suppellettili di casa sua. In questo suo "viaggio" vede la fine del sistema solare.
Il romanzo continua con il suo "ritorno" alla vita reale e del suo incontro con un'entità ancora più aggressiva che lo minaccia e che riesce ad entrare in casa. Berreggnog e Tonnison finiscono la lettura del libriccino appena trovato e, nonostante pensino che il vecchio sia stato un pazzo, non tornano mai più a rivedere l'abisso.

## Edizioni italiane
- William Hope Hodgson, La casa sull'abisso, in Universo a sette incognite, collana Omnibus, traduzione di Giuliana De Carlo, Milano, Mondadori, 1963.
- William Hope Hodgson, Universo a sette incognite, a cura di Gianni Pilo e Sebastiano Fusco, collana I miti di Cthulhu, traduzione di Riccardo Valla, n. 2, Roma, Fanucci, 1985.
- William Hope Hodgson, La casa sull'abisso, collana Il fantastico economico classico, traduzione di Gianni Pilo, n. 2, Roma, Compagnia del Fantastico. Gruppo Newton, 1994, ISBN 8879833561.
- William Hope Hodgson, La casa sull'abisso, in H. P. Lovecraft (a cura di), I miei orrori preferiti, collana Grandi Tascabili Economici, n. 270, Roma, Newton Compton, 1994, ISBN 8879835300.
- William Hope Hodgson, La casa sull'abisso, in Gianni Pilo (a cura di), I grandi romanzi dell'orrore, collana I Mammut, n. 46, Roma, Newton Compton, 1994, ISBN 8881833565.
- William Hope Hodgson, La casa sull'abisso, collana Classici Urania, traduzione di Maria Barbara Piccioli, n. 237, Milano, Mondadori, 1996.
- William Hope Hodgson, La casa sull'abisso, collana Labirinti del terrore, traduzione di Gianni Pilo, n. 10, Roma, Gruppo Editoriale Newton, 2003, ISBN 8882899098.